# Route nationale 664
Die Route nationale 664, kurz N 664 oder RN 664, war eine französische Nationalstraße, die von 1933 bis 1973 zwischen Caussade und Graulhet verlief. Ihre Länge betrug 68 Kilometer.